# Ли Сјаћинг
Ли Сјаћинг (кин: 李霞卿; пин: Lǐ Xiáqīng; 1912 — 1998), познатија под уметничким именом Ли Дандан (кин: 李旦旦) била је кинеска глумица, авијатичарка, феминисткиња и добротворка предмодерне Кине.

## Живот
Kao глумица немог филма из периода Републике Кине, она је 1927. године у филму „Прича из западне одаје” (кин: 西厢记; пин: Xī xiāng jì) глумила Хунгнијанг (кин: 红娘; пин: Hóngniáng), а 1928. године постала је прва глумица која је играла Хуа Мулан на филмском платну, у филму „Мулан се придружује војсци” (кин: 木兰从军; пин: Mùlán cóngjūn). Заједно са Ху Дие, Жуан Лингју и другим глумицама, чинила је једну од „Седам сестара” (кин: 七姐妹; пин: qī jiěmèi). Када је филмски студио њеног оца у Шангају „Минсин” (кин: 民新电影公司) опљачкан, Ли Сјаћинг је претукла два лопова, а њиховог вођу гурнула је у реку Хуангпу. Године 1929, „Минсин” престаје са снимањем након припајања филмском студију „Хуалијен” (кин: 华联影片公司).
Године 1933, на једној женевској пилотској академији стекла је дозволу за летење због својих изузетних резултата, поставши тако прва кинеска квалификована пилоткиња. Године 1936. добила је прву дозволу за пилота цивилног ваздухопловства коју је издала Национална влада. Суосновала је прву кинеску школу за обуку пилота цивилног ваздухопловства у Шангају и била једина жена инструктор летења цивилног ваздухопловства у Кини у то време. Исте године, на шангајском аеродрому Лунгхуа одржана је приредба у ваздуху коју је пратила публика од око сто педесет хиљада људи..
Након што је 13. августа 1937. избила битка за Шангај, својеручно је написала предлог реформе кинеског ваздухопловства у двеста хиљада речи и обишла је целу земљу промовишући ваздушну надмоћ којом би се спасила земља. Након што је одбијена њена молба да се прикључи војсци као добровољац, активно је прикупљала новчана средства за ослободилачки рат. Осим тога, радила је као спасилац, и у избегличком кампу, због чега је била на потерници јапанске војске. Године 1939, прекоокеанским летом је потпуно сама отишла у САД. Пилотирајући лаким једнокрилцем „Нови дух Кине”, који је сама купила, прелетела је преко тридесет градова САД, Перу, Карипско море и друга места како би прикупила новац, и међу Американцима је промовисала одлучност Кине у борби против Јапана. Једном је поставила рекорд прикупивши донације од 40.000 јуена за један сат лета, а медији су је прозвали „летећим гласником“ и „вилиним коњицем са истока“. Крајем исте године, глумила је у америчком филму „Disputed passage”, а цео хонорар за филм донирала је кинеском фонду за помоћ угроженима. Године 1942, Ли Сјаћинг се вратила у САД, и посетила је супругу америчког председника Рузвелта. Она и Ју Ђунђи (кин: 于俊吉; пин: Yú Jùnjí), тадашњи кинески генерални конзул у Њујорку, поклонили су првој дами Америке ћипао. Са друге стране, Ли Сјаћинг је сама испробала победнички костим инспирисан слоганом „Живела Република Кина!” (кин: 中华民国万岁; пин: Zhōnghuá Mínguó wànsuì).
Након оснивања Народне Републике Кине 1949. године, Ли Сјаћинг је живела у Хонгконгу. Преселила се у Сан Франциско средином шездесетих година прошлог века и преминула од акутне упале плућа 24. јануара 1998. у 85. години живота. Њена дела забележена су у биографији „Сестре раја” (енгл. Sisters of Heaven) из 2007. године канадске списатељице Пети Гали (енгл. Patti Gully).

## Филмови
- Disputed Passage (1939), тумачила улогу Aviatrix (наведена као Ya-Ching Lee)
- Пољубац у мору емоција (кин: 情海重吻; пин: qíng hǎi chòng wěn) (1929)
- Five Avenging Women (1928)
- Мулан се придружује војсци (кин: 木兰从军; пин: Mùlán cóngjūn) (1928), тумачила улогу Хуа Мулан
- Певачица с краја света (кин: 天涯歌女; пин: tiānyá gēnǚ) (1927), тумачила улогу Ли Лингсјао
- Прича из западне одаје  (кин: 西厢记; пин: Xī xiāng jì) (1927), тумачила улогу Хунгнијанг
- Песник са мора (кин: 海角诗人; пин: hǎi jiǎo shīrén) (1927), тумачила улогу Лиу Цуијинг
- Чедна као жад, чиста као лед (кин: 玉洁冰清; пин: yù jié bīng qīng) (1926), тумачила улогу Кунг Ћијонгсјен
- Бог мира (кин: 和平之神; пин: hé píng zhī shén) (1926), тумачила улогу Лин Цуивеи